# Paul-Edme Le Rat
Paul-Edme Le Rat (1849-1892) est un graveur et illustrateur français.

## Biographie
Né à Paris (ancien 8e arrondissement) le 10 septembre 1849,, il est admis à l'École des beaux-arts en 1867,.
Il se fait connaître au Salon de 1869, ainsi que pour des gravures d'après Ernest Meissonier. Quelques eaux-fortes paraissent dans Paris à l'eau-forte, L'Eau forte en (A. Cadart, Paris, 1874-1881) et dans The Portfolio (Londres, 1874-1877).
Paul-Edme Le Rat meurt à Paris 15e le 24 décembre 1892,.
Il eut entre autres comme élèves Daniel Mordant et Félix Stanislas Jasinski.

## Illustrations

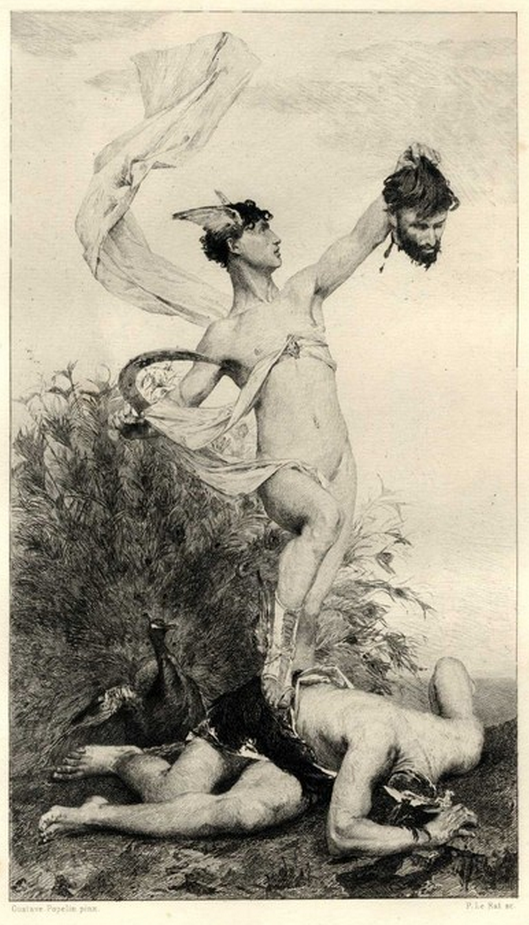
L'Argiphonte (1881), eau-forte d'après Gustave Popelin.

- Gérard de Nerval, Les Filles du feu, 1854[8]
- C. Lévêque, Les Harmonies providentielles, 1872[1]
- Prosper Mérimée, Mateo Falcone, 1876[9]
- Guy de Maupassant, Des vers, 1884[10]
- Jean de La Fontaine, Fables, 1885 (2 vol.)[11]
- Prosper Mérimée, La Mosaïque, 1887[12]
- Eugène Fromentin, Sahara et Sahel, 1887 (avec Charles Courtry)[13],[N 1]